# Kuwaitianos
Os kuwaitianos são árabes que vivem no Kuwait, estado localizado no nordeste da Península Arábica, na costa do Golfo Pérsico. Segundo o censo de 1957, viviam no país 206,4 mil pessoas, em 1985 1,712 milhão, em 1995 1,576 milhão, em 2001 2,275 milhões de pessoas . Esse rápido crescimento populacional deveu-se à atratividade do Kuwait para os imigrantes.
Os ancestrais dos kuwaitianos são s tribos da Península Arábica, nas quais, na 2.ª metade do 2,º milênio a.C., após a domesticação do camelo, começou a se configurar o tipo econômico e cultural dos criadores de camelos nômades (beduínos).

## Lingua
Kuwaitianos falam árabe. O conceito de "árabe" inclui árabe moderno padrão e coloquial ou dialeto. O árabe é agora o mais falado das línguas semíticas-hamíticas ou afro-asiáticas. O vernáculo do Kuwait é livre em seu desenvolvimento e difere do literário (como outros dialetos da língua árabe) por uma série de características fonéticas, lexicais e gramaticais. Sua formação foi influenciada pelas interações com o persa], turco, inglês e as línguas da Índia, bem como pela fala oral das tribos beduínas da Península Arábica. O dialeto do Kuwait é mais parecido com o dialeto dos habitantes das regiões do sul do Iraque e do nordeste da Arábia Saudita. O dialeto do Kuwait contém muitas palavras de origem persa, turca e indiana. Há palavras emprestadas do inglês e do francês. O inglês é uma língua de trabalho em negócios e ciências, bem como na comunicação com estrangeiros. Mas ele não penetrou profundamente no reino da comunicação do Kuwait, apesar do longo período de domínio britânico .

## Vida e tradições
Depois de obter a independência, o Kuwait tornou-se um estado soberano, cuja consciência pública dos habitantes estava mudando rapidamente. Ainda assim, para os kuwaitianos, a importância de categorias morais como devoção à tribo e ao clã, sacrifício em nome de seus interesses, hospitalidade e compaixão ainda é de grande importância. A atitude dos kuwaitianos, suas ideias sobre relacionamentos na sociedade e na família foram formadas nas duras condições do deserto, onde as pessoas eram altamente dependentes das forças da natureza.
Os kuaitianos tradicionalmente se cumprimentam apertando as mãos e beijando as bochechas. Normalmente homens e mulheres não trocam mais do que algumas palavras, e um aperto de mão é possível. No entanto, é aceitável que homens e mulheres beijem as bochechas se forem parentes próximos.
A hospitalidade no Kuwait é muitas vezes expressa através do serviço de chá e café. É muito incomum um hóspede entrar em uma casa, escritório ou até mesmo em algum armazém, e não lhe ser oferecido chá ou café. Na tradição beduína do Kuwait, a recusa de um convidado de chá ou café às vezes é vista como um insulto ao anfitrião, pois é vista como uma negação por parte do hóspede dos esforços do anfitrião para ser hospitaleiro .